# Bohrmaschine

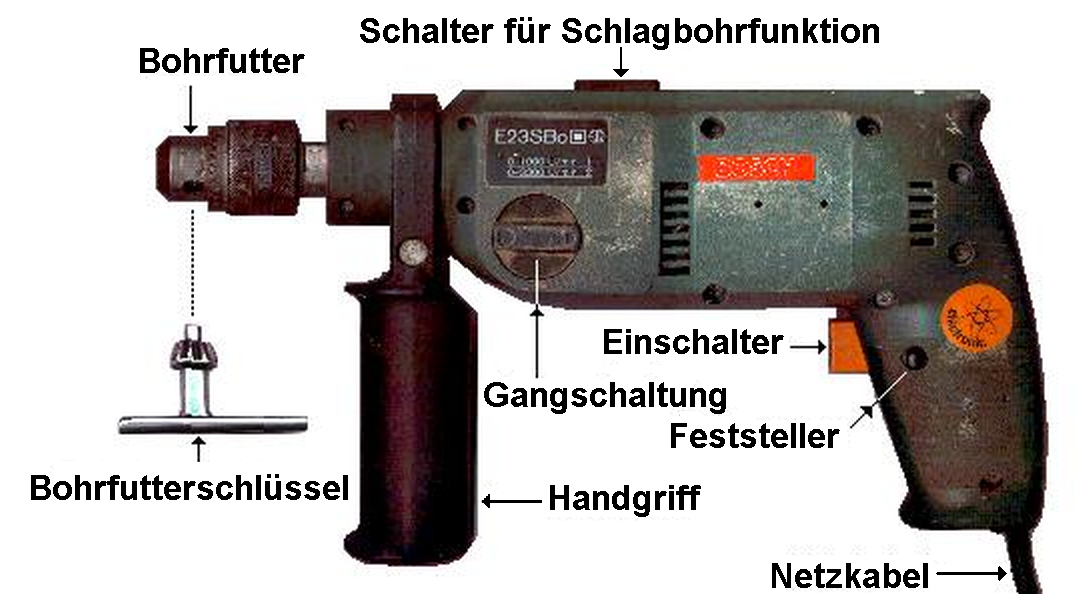
Darstellung einer elektrischen Handbohrmaschine mit zuschaltbarer Schlagbohr-Funktion

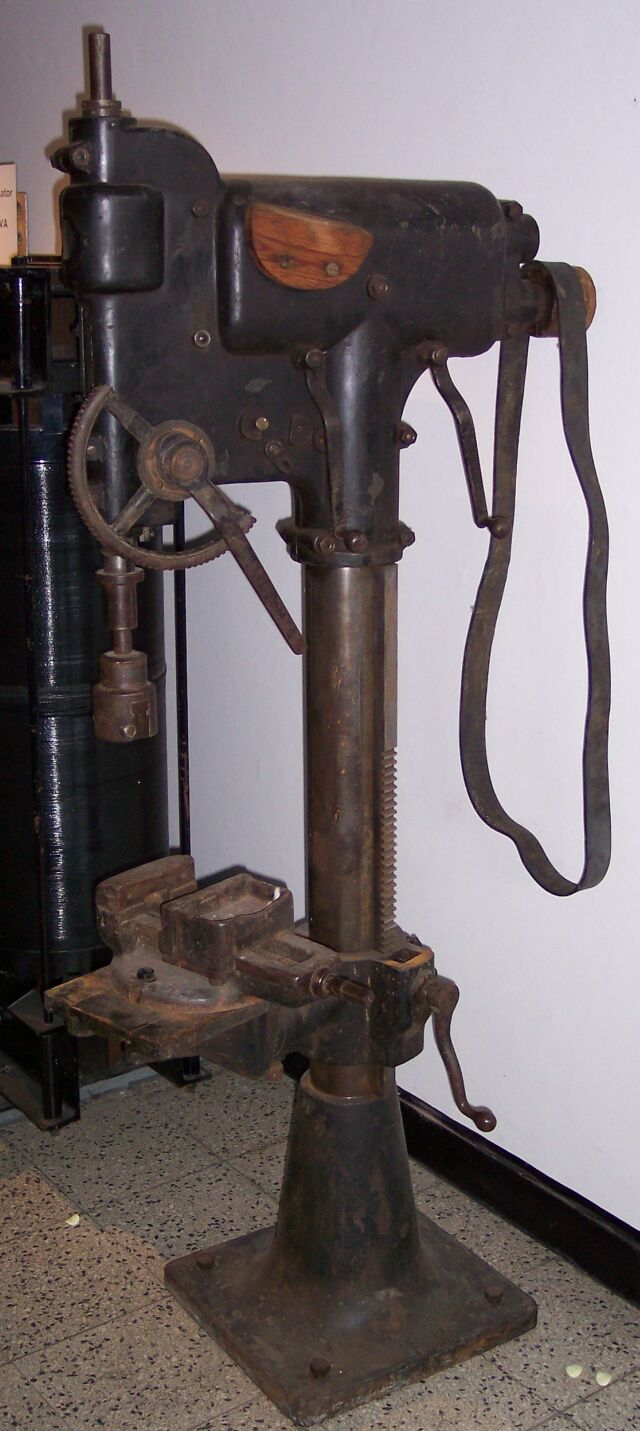
Als Werkzeugmaschine ausgeführte historische Säulenbohrmaschine mit Transmissionsantrieb

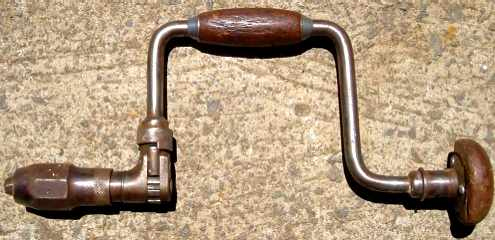
Bohrwinde

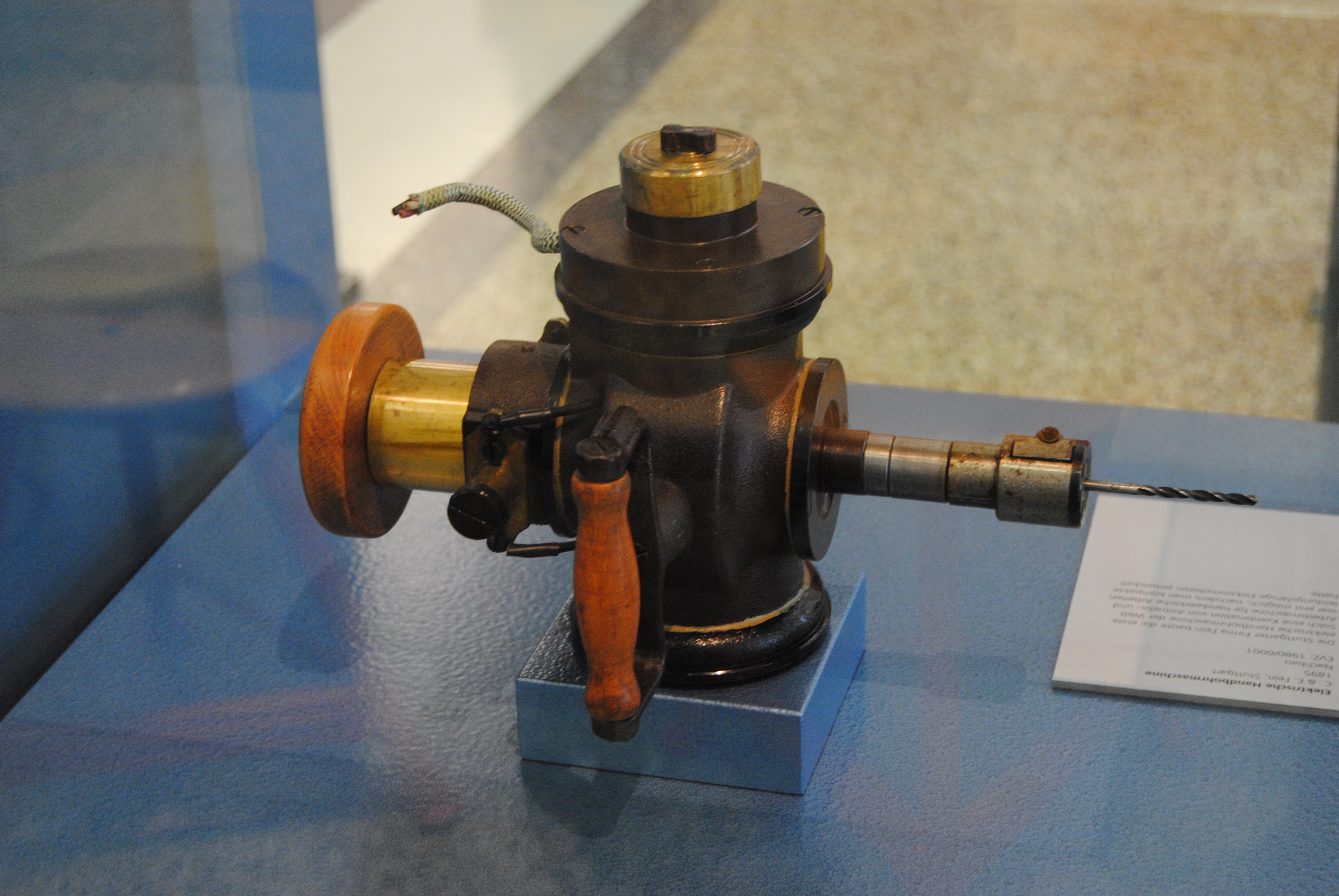
Die erste elektrische Handbohrmaschine von Fein

Eine Bohrmaschine ist ein Gerät zum Bohren, Senken oder Reiben, entweder als Werkzeugmaschine oder als angetriebenes Handwerkzeug. Als eigentliches Werkzeug wird meist ein Bohrer, manchmal auch eine Reibahle oder ein Senker eingespannt. Die mit dem Bohrer hergestellten Formelemente sind Bohrungen. Um den Bohrer in die erforderliche Drehbewegung zu versetzen, besitzt die Bohrmaschine einen Drehmomenterzeuger, meistens einen Elektromotor, auch Druckluftantriebe sind verbreitet. In der Zeit, bevor sich elektrische Einzelantriebe in der Anwendung durchsetzten, waren in Industrie und Handwerk durch Transmission (Riemenantrieb) angetriebene Bohrmaschinen verbreitet.

## Unterschiedliche Varianten

### Handbohrmaschine
Die von Wilhelm Emil Fein 1895 gebaute elektrische Handbohrmaschine war eines der ersten Elektrowerkzeuge.
Das Gerät wird während des Bohrens händisch festgehalten und geführt. Außer elektrischen und pneumatischen Handbohrmaschinen gibt es auch noch handgetriebene Geräte wie beispielsweise die Bohrwinde. Zur sicheren Führung der Maschine bei großen Drehmomenten kann oft ein zusätzlicher Handgriff kurz vor dem Bohrfutter für die andere Hand angebracht werden. Häufig lässt sich auch noch ein Tiefenanschlag montieren, um die Bohrtiefe zu begrenzen. Bei der im obersten Bild dargestellten Maschine kann mit einem Umschalter zwischen zwei Getriebegängen gewechselt werden, um mit kleiner oder großer Drehzahl zu bohren. Viele Geräte haben zusätzlich einen stufenlosen elektrischen Leistungssteller (oft „Drehzahlregler“ genannt), mit dem Drehmoment und Drehzahl beeinflusst werden können.

#### Schlagbohrmaschine
Eine Schlagbohrmaschine hat ein Schlagwerk (in der Regel abschaltbar), das über den Bohrkopf mit hoher Schlagzahl kurzhubige axiale Schläge auf das zu durchbohrende Werkstück ausübt. Viele Handbohrmaschinen sind – als Schlagbohrmaschinen ausgeführt – mit einer zuschaltbaren, integrierten Schlagbohr-Einrichtung ausgestattet.
Schlagbohren ist fast immer notwendig für Bohrungen in Stein, Mauerwerk und Beton.
Das Schlagwerk besteht fast immer aus einer Ratschenzahnung auf der Bohrspindel. Die Wirksamkeit wird nur durch hohe Andruckkraft erreicht. Systembedingt tritt ein Verschleiß der Zahnung auf. Für häufiges Bohren in Beton ist ein Bohrhammer besser geeignet.

#### Akkubohrmaschine
Akkubohrmaschinen (siehe auch Akkuwerkzeug) sind kabellose handgeführte (Schlag-)Bohrmaschinen. Ihre Einsatzgebiete sind zumeist leichte Arbeiten in Holz, Kunststoff und Metall. Die meisten Akkubohrmaschinen verfügen über kein Schlagwerk, sind also nicht für Bohrungen in hartes Gestein oder Beton geeignet.

#### Bohrhammer

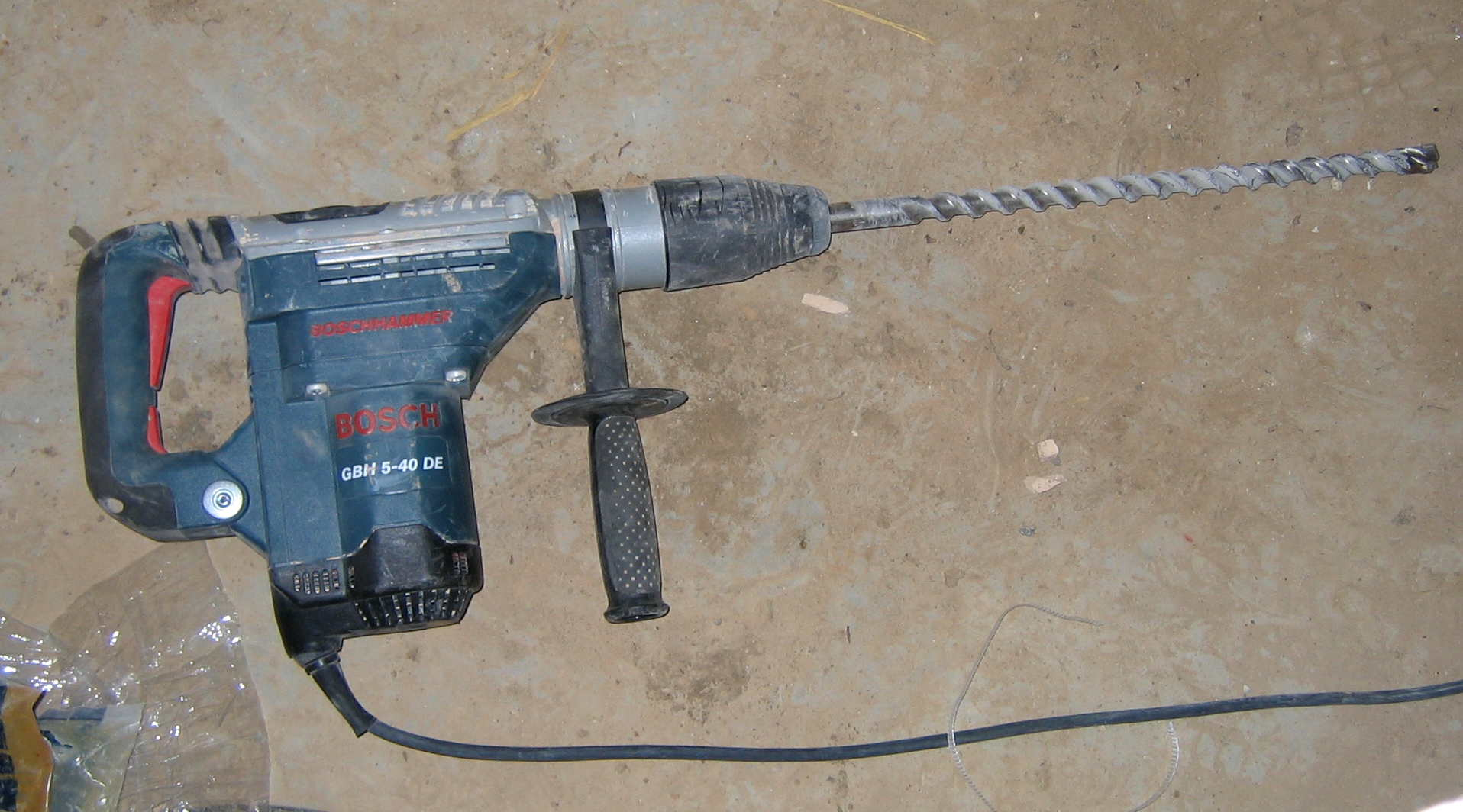
Ein elektrischer Bohrhammer in der Größe einer normalen Bohrmaschine. Professionelle Geräte, etwa für den Einsatz im Bergbau, sind teils um ein Vielfaches größer und werden mit Druckluft oder hydraulisch betrieben.

Der Bohrhammer ist eine Bohrmaschine, die für Bohrungen in Stein und Beton sowie für Meißelarbeiten spezialisiert ist. Die Schlagzahl ist hier deutlich kleiner als bei der Schlagbohrmaschine, die Schlagenergie ist jedoch wesentlich höher. Im Gegensatz zur Schlagbohrmaschine werden die Schläge über ein pneumatisches Schlagwerk erzeugt, was eine höhere Schlagenergie ermöglicht. Gleichzeitig ist die notwendige Haltekraft durch den Bediener geringer als bei einer Schlagbohrmaschine gleicher Bohrleistung.

### Tischbohrmaschine
Tischbohrmaschinen sind einspindelige Senkrechtbohrmaschinen, die auf Arbeitstischen festmontiert werden. Die Änderung der Drehzahl ist meist entweder stufenlos oder durch Umlegen eines Keilriemens möglich. Je nach Ausführungsart besteht die Möglichkeit, zusätzlich einen Bohrtisch an der Säule zu befestigen. Die Vorschubbewegung erfolgt überwiegend manuell über einen Hebel.
Tischbohrmaschinen gibt es vor allem in zwei Größen:
- Allzweckgeräte mit Eigenschaften, die im Bereich großer Handbohrmaschinen oder etwas darüber liegen;
- kleine, schnelldrehende Platinenbohrmaschinen (oft mit Drehzahlen bis zu 10.000/min) für kleine Bohrdurchmesser, üblicherweise maximal 3 mm. Platinenbohrmaschinen sind oft mit fest installierter Lupe und Beleuchtung ausgestattet, um die kleinen Bohrlöcher exakt setzen zu können.

### Ständerbohrmaschine und Säulenbohrmaschine
Ständerbohrmaschinen und Säulenbohrmaschinen eignen sich vor allem für handliche Werkstücke. Die Maschine besteht aus Fuß, Säule oder Ständer, Bohrtisch und Bohrkopf. Die Säule oder der Ständer dient dem Bohrtisch, der in der Höhe und bei der Säulenbohrmaschine radial verstell- sowie klemmbar ist, als Führung. Zum Befestigen des Werkstücks auf dem Bohrtisch wird zumeist ein Maschinenschraubstock verwendet. Ein Getriebe überträgt die Kraft des Motors an die Bohrpinole mit Bohrspindel und Bohrfutter. Durch Drehen eines Handkranzes oder maschinell angetrieben kann die Bohrpinole senkrecht nach unten auf das Werkstück zu bewegt werden. Der automatische Vorschub lässt sich meistens in mehreren Stufen einstellen. Der Unterschied zwischen Ständer- und Säulenbohrmaschine liegt in der Ausführung des Supports. Die Ständerbohrmaschine hat einen rechteckigen Ständer mit Führungen für den Bohrtisch, auch Pultbohrmaschine genannt, mit Linearführung, während die Säulenbohrmaschine als Führung eine runde Säule benutzt, die der Tischhalter vollständig umfasst.

#### Magnetbohrmaschine
Eine Magnetbohrmaschine ist eine Abart der Ständerbohrmaschine. Die Halterung der Maschine erfolgt nicht rein mechanisch, sondern sie wird mit einem starken Magneten auf dem zu bearbeiteten magnetischen Werkstück, z. B. einem Stahlträger, gehalten. Damit ist im Gegensatz zur Handbohrmaschine eine präzisere Arbeit ohne Verkanten mit höherem Drehmoment möglich.

### Reihenbohrmaschine
Reihenbohrmaschinen bestehen aus mehreren Säulenbohrmaschinen, die einen gemeinsamen Bohrtisch bedienen. Mit ihnen können verschiedene Arbeitsgänge wie Bohren und Senken an einem Werkstück in einer Aufspannung ausgeführt werden. Das ermöglicht ein besonders schnelles und wirtschaftliches Arbeiten.

### Radialbohrmaschine

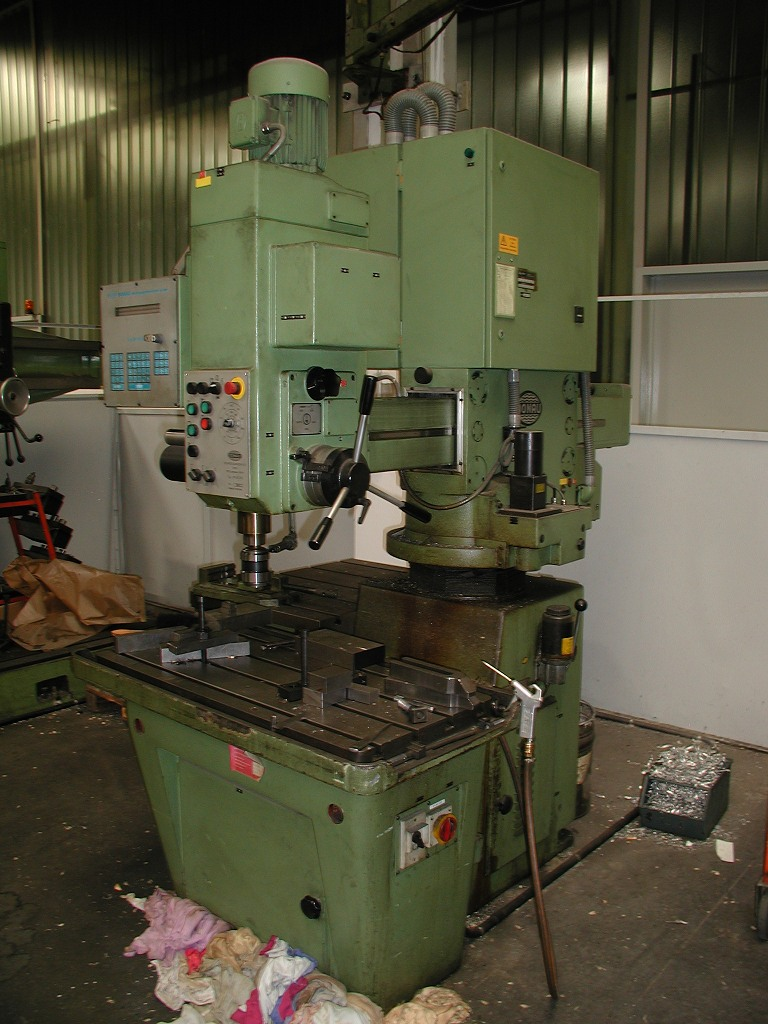
Radialbohrmaschine

Radialbohrmaschinen werden für große und schwere Werkstücke eingesetzt. Der Bohrmaschinenkopf ist in allen drei Dimensionen, also in der Höhe, radial und auch längs verstell- sowie klemmbar. Der Bohrtisch steht üblicherweise fest und verfügt über T-Nuten zum Spannen des Werkstücks. Durch Bedienen eines Hebels oder maschinell angetrieben kann das Werkzeug in Richtung Werkstück bewegt werden.

### Astlochbohrmaschine
Astlochbohrmaschinen werden in der Holzbearbeitung vorwiegend zum Ausbohren der Äste aus Brettern und Balken verwendet. Sie können in Ständerbauweise oder als Wandmaschine ausgeführt sein. In der Regel besitzen sie drei bis fünf Bohrspindeln, die einzeln über einen Hebelmechanismus nach unten und mittels einer Feder wieder in die Ausgangslage zurückbewegt werden. Ein Bewegen der Spindeln relativ zueinander ist nicht möglich. Eine Weiterentwicklung stellt der Astflickautomat dar, der automatisch den Ast ausbohrt, Leim einspritzt und anschließend den Zapfen oder Dübel einpresst.

### Kernbohrmaschine
Kernbohrmaschinen sind Geräte, die auf Bohrungen in Stein, Beton und Mauerwerk spezialisiert sind. Als Bohrer werden ausschließlich diamantbesetzte Bohrkronen benutzt. Die Kernbohrmaschine wird ohne Schlag und teilweise mit Wasserspülung zwecks Kühlung und Abführung des Bohrmehls betrieben. Die mit dieser Maschine erzielten Bohrungen sind sehr präzise und hinterlassen einen sehr glatten Bohrrand. Der Durchmesser der Bohrungen liegt bei ca. 8 mm bis über 500 mm, wobei bei zunehmender Größe die Drehzahl abnimmt.

### Sonderformen ohne spanabhebenden, mechanischen Bohrer
Es gibt (auch) zum Bohren geeignete Maschinen, in die kein (metallischer) Bohrer als spanabhebender Effektor eingespannt wird. Beispiele sind die Elektronenstrahlbohrmaschinen (eine der ersten Anwendungen der Elektronenstrahl-Materialbearbeitung), die Ultraschallbohrmaschine, aber auch Laserschneiden, Plasmaschneider oder Wasserstrahlschneide-Maschinen können Löcher „bohren“.

## Bohrfutter

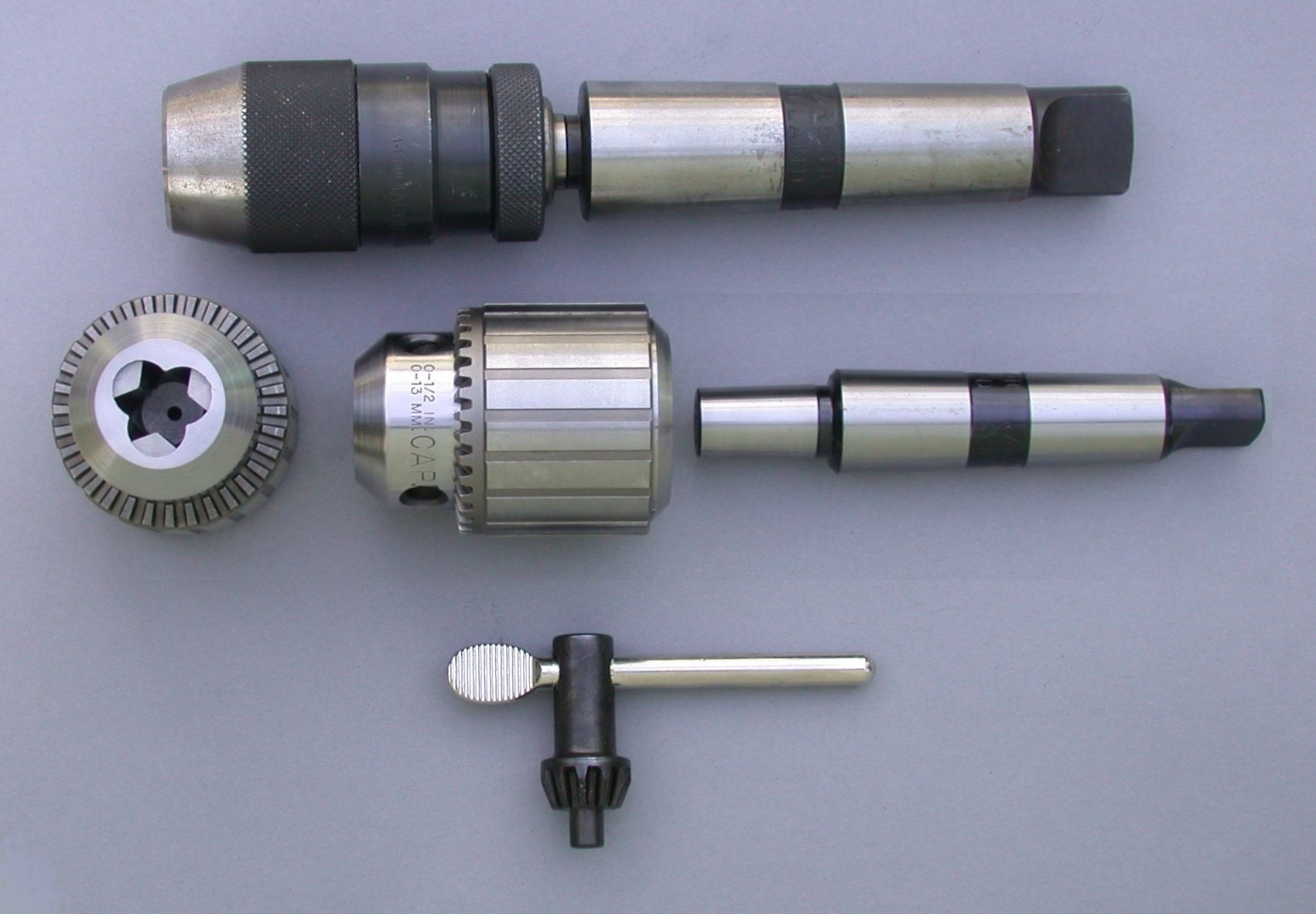
Bohrfutter mit Morsekegelaufnahme
oben Schnellspannfutter
unten Zahnkranzbohrfutter mit Spannschlüssel

Die Bohrwerkzeuge werden meist in einem Bohrfutter gespannt. Bei Zahnkranzbohrfuttern ist ein Bohrfutterschlüssel zum Festziehen erforderlich. Bei diesem Bohrfuttertyp werden durch Drehen des außenliegenden Zahnkranzes über ein Gewinde die im Inneren der Aufnahme, in Bohrungen geführten Spannbacken vor und zurück bewegt. Da die Führungen nicht zur Drehachse parallel sind, bewirkt dies eine stark untersetzte Bewegung in radialer Richtung. Diese Bewegung in radialer Richtung verändert die Größe des zwischen den Spannbacken verbleibenden Freiraums. Dadurch wird das in das Futter eingesteckte Werkzeug je nach Drehrichtung entweder eingespannt oder gelöst. Das Zahnkranzbohrfutter kann sich durch seine Konstruktion auch im Linkslauf nicht aufdrehen. In manchen Schnellspannfuttern, die etwas anders konstruiert sind, kann das jedoch geschehen. Es gibt auch Schnellspannfutter, die nach dem Funktionsprinzip des Zahnkranzbohrfutters aufgebaut sind, zudem werden für Handbohrmaschinen mit Linkslauf auch Schnellspannfutter mit Aufdrehsperre hergestellt. Säulenbohrmaschinen und größere Geräte, sowie mittlerweile auch viele Handbohrmaschinen, können oft mit verschiedenen Schnellspannbohrfuttern ausgestattet werden, die ein sicheres Spannen auch ohne Werkzeug ermöglichen. Bohrhämmer besitzen meist eine Form der SDS-Kupplung.
Bei Ständer- und Radialbohrmaschinen dient als Halterung des Bohrers ein Morsekegel. Für Bohrungen mit kleinerem Durchmesser als 12 mm wird meist in den Morsekegel ein übliches Dreibackenfutter eingelassen. Die Spannwirkung eines Morsekegels erfolgt durch Haftreibung. Zum Entfernen des Bohrers dient hier ein sogenannter Austreiblappen.

## Sicherheit
Bei gewerblich eingesetzten Bohrmaschinen ist eine regelmäßige Sicherheitsüberprüfung nach Betriebssicherheitsverordnung in Verbindung mit Richtlinien der Berufsgenossenschaften und mit den VDE-Vorschriften vorgeschrieben.
Das Tragen einer Schutzbrille ist bei gewerblicher Nutzung vorgeschrieben und auch bei privater Nutzung wichtig. Schmuck sollte vor Arbeitsbeginn abgelegt und lange Kopfhaare gesichert werden. Auf keinen Fall dürfen (an Nicht-Handbohrmaschinen) Handschuhe getragen werden, da diese sich in den rotierenden Elementen der Maschine verfangen können und dann Körperteile (Finger, Hand) ausgerissen werden können.
Weiterhin ist das Sichern des Werkstückes gegen Mitdrehen wichtig. Dafür ist bei Ständerbohrmaschinen ein Maschinenschraubstock sinnvoll. Dieser kann gegebenenfalls auch auf dem Maschinentisch mittels Spanneisen befestigt werden.